# Donne, regole... e tanti guai!
Donne, regole... e tanti guai! (Georgia Rule) è un film del 2007 diretto da Garry Marshall.
Tra gli interpreti del film figurano Jane Fonda, Lindsay Lohan, Felicity Huffman, Dermot Mulroney, Garrett Hedlund e Cary Elwes.

## Trama
Rachel è una ragazza turbolenta, impreca, ha rapporti sessuali occasionali, si droga, compie piccoli furti. La madre Lilly non sa come gestirla, è disperata a tal punto da portarla a vivere a casa di nonna Georgia, una anziana signora che ha una forte moralità e vive seguendo precise regole, che chiunque viva in casa sua deve rispettare (le Georgia rules, da lì il titolo originale della pellicola). Proprio l'ossessione per le regole che ha Georgia portarono Lilly ad abbandonare la casa della madre quando era ancora molto giovane. Eppure ora la donna si rende conto che ciò che serve a sua figlia Rachel è un po' di disciplina: per tale motivo decide di affidarla alla nonna per un breve periodo.
Appena arrivata in città Rachel conosce il dottor Simon Ward, un uomo che aveva in passato avuto una relazione con sua madre, e Harlan Wilson, un giovane molto avvenente ma eccentrico e solitario. Trascorrendo il suo tempo con quest'ultimo la ragazza si attira le antipatie delle ragazze benpensanti del paese le quali, conoscendo le dicerie su di lei, la ritengono una poco di buono. Durante questo arco temporale Georgia scopre che Rachel è stata più volte violentata, da ragazzina, dal compagno di Lilly, Arnold, così decide di informare quest'ultima per via telefonica di ciò che ha scoperto. Infuriata dopo un litigio, Rachel lascia la casa della nonna e si fa ospitare da Simon, dal quale è rimasta affascinata fin dal loro primo incontro. Lilly invece, già con forti problemi di alcolismo, berrà ancor di più quando, una volta venuta a trovare la figlia, Rachel le confermerà di aver davvero subito abusi sessuali da parte del patrigno in varie occasioni.
Il patrigno, venuto a sapere di essere stato accusato da Rachel, giungerà anch'egli fin laggiù, in quella piccola, tranquilla e sperduta cittadina dalla mentalità provinciale per tentare di convincere Lilly di essere innocente e "comprare" il silenzio di Rachel. A questo punto la ragazza, temendo che la verità possa rovinare per sempre la vita di sua madre, decide di rimangiarsi tutto davanti a lei sostenendo di aver detto quelle cose solo per metterla alla prova. Successivamente va a trovare Arnold nel motel dove alloggia e lo avverte che se mai dovesse far soffrire Lilly in qualche modo dirà a tutti la verità sul suo conto. Molto scossa, Rachel torna da Simon e cerca di convincerlo ad andare a letto con lei, ma l'uomo, per la prima volta, le dice di no, non volendo essere come tutti gli altri uomini che si sono approfittati di lei e della sua fragilità.
Lilly intanto ha deciso di tornare a San Francisco con Arnold ma lungo il viaggio, mentre i due parlano, la donna gli chiede perché ha lasciato la Ferrari, che ama tanto, lì in città. Lui gli dice che l'ha lasciata a Rachel e allora Lilly capisce che Rachel diceva la verità e gli chiede di scendere dalla macchina. Da qui inizia una discussione fra i due che viene alla fine interrotta dall'arrivo di Rachel. Le due donne si abbracciano e riescono finalmente a ricucire il loro rapporto.

## Produzione
La produzione del film venne conclusa l'11 maggio 2007.

## Colonna sonora
La colonna sonora originale della pellicola è stata composta da John Debney.

## Distribuzione

### Data di uscita
L'edizione italiana della pellicola uscì direttamente in DVD (il 12 novembre 2008) senza passare per le sale cinematografiche.

### Divieti
Il film fu classificato come "R" (vietato ai minori di 18 anni) dalla Motion Picture Association of America's film-rating system per diversi contenuti a sfondo sessuale e per il linguaggio esplicito.